# Футур
Футур први (од лат.  — „будући”) или будуће време је глаголско време које служи за описивање радње, стања или збивања који ће се десити у будућности.

## Грађење
У српском језику футур први се гради на два начина:
- од скраћеног облика презента глагола „хтети“ и инфинитива глагола који се мења
- додавањем краћег облика презента глагола „хтети“ на инфинитивну основу.

## Пример
Футур први глагола „писати“:
Први начин (као сложени глаголски облик):
| Једнина    | Множина     |
| ---------- | ----------- |
| ћу писати  | ћемо писати |
| ћеш писати | ћете писати |
| ће писати  | ће писати   |

Други начин (као прост глаголски облик):
| Једнина | Множина  |
| ------- | -------- |
| писаћу  | писаћемо |
| писаћеш | писаћете |
| писаће  | писаће   |